# Le Saulgy

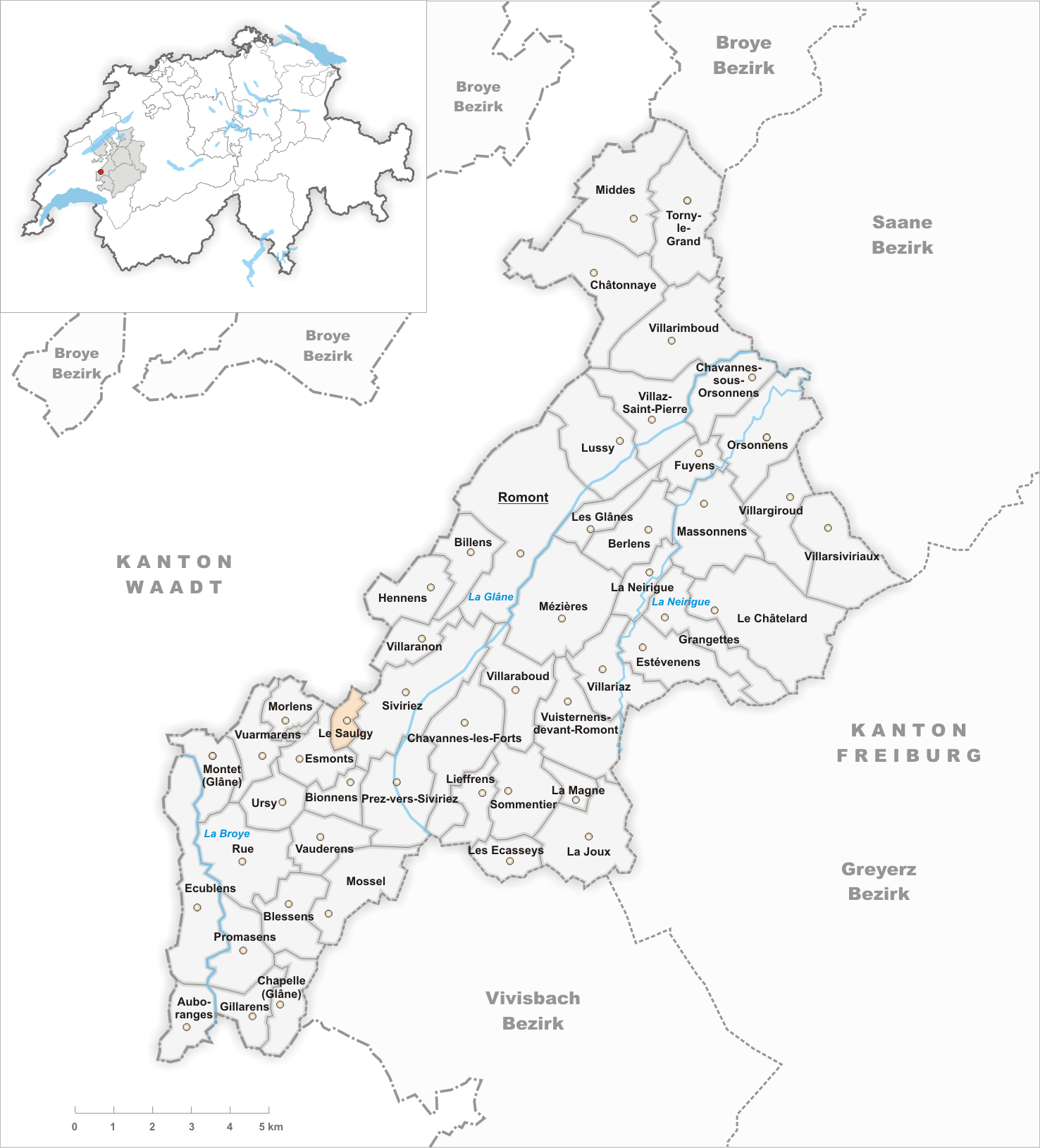
Gemeindestand vor der Fusion am 1. Januar 1978

Le Saulgy ist eine Ortschaft und früher selbständige politische Gemeinde im Distrikt Glâne des Kantons Freiburg in der Schweiz. Am 1. Januar 1978 wurde Le Saulgy nach Siviriez eingemeindet.

## Geographie
Le Saulgy liegt auf 841 m ü. M., sieben Kilometer südwestlich des Bezirkshauptortes Romont (Luftlinie). Das Dorf erstreckt sich an aussichtsreicher Lage an einem leicht nach Südosten geneigten Hang im Molassehügelland des westlichen Freiburger Mittellandes, auf dem Höhenrücken zwischen den Tälern von Broye im Westen und Glâne im Osten. Die ehemalige Gemeindefläche betrug rund 1,2 km². Das Gebiet reichte von der Talmulde des Ruisseau de Jogne (linker Seitenbach der Glâne) nach Nordwesten über den Hang von Le Saulgy bis auf den anschliessenden Höhenrücken (860 m ü. M.) und in das Quellgebiet des Ruisseau des Vaux (Zufluss der Broye).

## Bevölkerung
Mit 58 Einwohnern (1970) zählte Le Saulgy vor der Fusion zu den kleinsten Gemeinden des Kantons Freiburg. Zu Le Saulgy gehörten auch einige Einzelhöfe.
Einwohnerzahlen: Volkszählungsdaten

## Wirtschaft
Le Saulgy lebt noch heute von der Landwirtschaft, insbesondere von der Milchwirtschaft und der Viehzucht sowie vom Obstbau. Dank der attraktiven Lage sind in den letzten beiden Jahrzehnten auch Familien ins Dorf gezogen, die überwiegend auswärts erwerbstätig sind.

## Verkehr
Das Dorf liegt abseits der grösseren Durchgangsstrassen, ist aber von Siviriez an der Hauptstrasse Romont – Moudon leicht erreichbar. Le Saulgy besitzt keine direkte Anbindung an das Netz des öffentlichen Verkehrs. Die nächste Haltestelle an der Buslinie der Transports publics Fribourgeois, welche die Strecke von Romont via Ursy und Oron-la-Ville nach Palézieux-Gare bedient, befindet sich in Siviriez, rund 1 km vom Ortskern entfernt.

## Geschichte
Seit dem Mittelalter war Le Saulgy zur Kastlanei Rue orientiert, die unter der Oberhoheit von Savoyen stand. Als die Berner 1536 das Waadtland eroberten, kam das Dorf unter die Herrschaft von Freiburg und wurde der Vogtei Rue zugeordnet. Nach dem Zusammenbruch des Ancien Régime (1798) gehörte Le Saulgy während der Helvetik und der darauf folgenden Zeit zum Bezirk Rue, bevor es 1848 in den Bezirk Glâne eingegliedert wurde. Mit Wirkung auf den 1. Januar 1978 wurde die Kleingemeinde zusammen mit Villaranon nach Siviriez eingemeindet.